# Cinquecento (kunstgeschiedenis)
Cinquecento (afkorting van millecinquecento) is de benaming binnen de Italiaanse kunstgeschiedenis voor de Italiaanse renaissance, die in de 16e eeuw heeft plaatsgevonden. Dit betreft beeldende kunst, muziek, architectuur en literatuur. De mecenas was toen de paus. Vooral het individualisme van de kunstenaar is belangrijk. Deze periode volgt op het quattrocento, die plaatsvond in de vijftiende eeuw in Florence. 
Kunstenaars uit het cinquecento waren onder meer Michelangelo Buonarroti en Leonardo da Vinci. In de muziek is Giovanni Pierluigi da Palestrina één der meest bekende muzikanten uit die tijd. Baldassare Castiglione en zeker Niccolò Machiavelli behoren tot de vermaardste schrijvers in deze periode. Het was het resultaat van de heropleving van de klassieke architectuur die bekend staat als Renaissance, maar de verandering was al een eeuw eerder begonnen, in de werken van Ghiberti en Donatello in de beeldhouwkunst, en van Brunelleschi en Alberti in de architectuur.